# Sally Priesand
Sally Jane Priesand (geboren 27. Juni 1946 in Cleveland, Ohio) ist die erste in den USA formell ordinierte Rabbinerin und nach Regina Jonas, die 1935 von Rabbiner Max Dienemann in Offenbach privat ordiniert wurde, die zweite ordinierte Rabbinerin weltweit. Sie wurde am 3. Juni 1972 am Hebrew Union College – Jewish Institute of Religion in Cincinnati ordiniert.
Priesand arbeitete nach ihrer Ordination zunächst an der Stephen Wise Free Synagogue in New York als Assistenzrabbinerin und danach am Beth El-Tempel in Elizabeth, New Jersey. Von 1981 bis zu ihrer Pensionierung im Jahr 2006 war sie Rabbinerin am Monmouth Reform Temple in Tinton Falls, New Jersey.

## Werke
- Judaism and the New Woman. Behrman House, New York 1975. ISBN 0-87441-230-7.